# 週刊少年サンデー
『週刊少年サンデー』（しゅうかんしょうねんサンデー）は、小学館が発行する日本の週刊少年漫画雑誌。1959年に創刊され、毎週水曜日に発売されている。

## 概要
1959年（昭和34年）3月17日に、同年4月5日号として創刊。「サンデー」という誌名は「この雑誌を読むとまるで日曜日のように楽しい気分に浸れるように」という初代編集長豊田きいちが考案した。当初は毎週火曜日の発売だったが、2024年現在は、毎週水曜日に発行されている。マスコットキャラクターはナマズで、『ビッグコミック』系列誌のものとは異なり、本誌ではイナズママーク入りのヘルメットを被っている。「澱んだ池の底でも辛抱していればそのうち大きくなる」というハングリー精神を表している。
企画立ち上げ時のスタッフの中核が学年誌の編集者ということから、創刊前には「小学館の新児童誌」と宣伝され、実際、創刊から10年近くの間、学年誌の延長線上にあり、読み物や付録などが充実していた。1960年代半ばにはSFに力を入れ、当時気鋭の若手筒井康隆が小説の連載を行なっていたこともあった。
1960年代にシリアスな漫画で問題を起こすことが多かった一方、比較的ライトな内容のギャグ漫画やコメディ・タッチの漫画にヒット作が多かったことから、俗に「ギャグのサンデー」と呼ばれることになった。1980年代初頭には「ラブコメ」や「パロディ」も加わり、この様な軽快さは雑誌の大きな気風として現在も続いている。とは言い、1980年代半ばにはギャグ漫画家（パロディ組）が飽和状態になり、サンデー出身作家の『月刊少年キャプテン』（徳間書店）など他誌への鞍替えが目立った時期もあった。
担当編集者を介したつながりや誌上企画などに端を発した、師弟関係以外の漫画家間の交流（サンデー内のみではなく、小学館関係の雑誌も含め）が比較的盛んで、中でも1980年代から1990年代初頭の島本和彦を中心としたグループ、1990年代半ばの藤田和日郎を中心としたグループが有名である。1985年11月30日に通巻1500号の記念企画としてレコード「WINGS OF FREEDOM」が制作された際には、当時の連載陣の一部が歌を披露している。
伝統的に、掲載作品については編集部が企画段階から関与し、その意向が作品の方向性に少なからぬ影響を及ぼす。また、長期連載となるには読者からの作品人気が必要で、雑誌付属のアンケート葉書などのリサーチの結果が編集方針や作品の内容・存続に影響を及ぼすことに、競合他誌と違いはない。しかし、創刊時からの競合誌『週刊少年マガジン』と比べれば編集部主導という姿勢がそこまで色濃いわけでもなく、かといって後発誌『週刊少年ジャンプ』『週刊少年チャンピオン』ほどに読者アンケート人気の結果データに極端に偏重したスタイルでもないため、これら競合誌と比較した場合、編集部との折り合いさえ付けば、あとは漫画家が自身の描きたい方向性を自由に打ち出せる傾向がある（そのせいか、他誌のように作品の方向性がテコ入れによって突然、大きく変質してしまうケースが比較的少ない）。
2024年現在の発行部数は、週刊少年漫画誌としては『週刊少年ジャンプ』（集英社）、『週刊少年マガジン』（講談社）に続いて業界3位に位置する。

## 歴史

### 創刊 - 1960年代
1958年、学年誌編集部の次長だった豊田亀市が、テレビ時代の到来と1950年代半ばから続いていた週刊誌ブームを受けて、漫画を中心に据えた少年週刊誌の発行を社長の相賀徹夫に働き掛け、『週刊少年サンデー』の創刊が決まる。当初は1959年5月5日の発行を予定して諸準備に取り掛かっていたが、『ぼくら』『少年倶楽部』などの月刊少年誌を持つ講談社も週刊誌ブームを受けて『週刊少年マガジン』の創刊準備を始めたことから、徐々に創刊日が繰り上がり、結局ともに1959年3月17日に創刊した。創刊号のラインアップは手塚治虫『スリル博士』、横山隆一『宇宙少年トンダー』、寺田ヒロオ『スポーツマン金太郎』、 藤子不二雄『海の王子』、益子かつみ『南蛮小天狗』で、創刊号の表紙に読売巨人軍の長嶋茂雄を起用。巻末には児童心理学者の波多野勤子が祝辞を寄せている。
両誌の価格はサンデーが30円、マガジンが40円で、豊田が「もしサンデーがマガジンと同じ値段だったとしたら、マガジンの付録の分お得感で負けてしまう」と判断した事から、両誌の契約している印刷所がともに大日本印刷だったこともあり、「マガジンが刷り始めるのを確認してからサンデーの値段を入れて刷る」という機密漏洩的後だしジャンケンのような裏技を使っている。創刊号の売上げはサンデーが30万部で、マガジンが20.5万部でサンデー側に軍配が上がり、マガジンも5号から30円に値下げした。これ以降もお互い張り合って雑誌の総ページ数を増やしていった。1960年代半ばにはW3事件（『W3』をマガジンからサンデーに移籍）、1960年代末には『天才バカボン』のマガジンからサンデーへの移籍が起きるなど、その後もライバル間の争いは続いた。
1960年代のヒット作には、横山光輝『伊賀の影丸』（1961年）、赤塚不二夫『おそ松くん』（1962年）、小沢さとる『サブマリン707』（1963年）、藤子不二雄『オバケのQ太郎』（1964年）、藤子・F・不二雄『パーマン』（1966年）、横山光輝『ジャイアントロボ』（1967年）、手塚治虫『どろろ』（1967年）、赤塚不二夫『もーれつア太郎』（1967年）、藤子・F・不二雄『21エモン』（1968年）、赤塚不二夫『天才バカボン』（1969年、マガジンより移籍）などがある。
1960年代半ばからマガジンが劇画路線・スポ根路線を開拓して、創刊当初の主要読者層（戦後のベビーブーム世代）を離さなかったのに対して、サンデーは少年向けの漫画にこだわった。毎週土曜日に編集部を子供達に開放し、漫画需要を探るという作戦を取り、当時立ち上げを企画していた『週刊少年ジャンプ』（集英社）編集部の協力要請に「一ツ橋に少年向けの漫画雑誌は二つもいらない」と協力を拒否する一方で、青年向けの漫画雑誌『ビッグコミック』（1968年、創刊当初「一流の漫画家しか起用しない」というのをウリのひとつにしていた）を創刊するなどして対応していた。集英社ではサンデーとの関係を考慮し、『週刊少年ジャンプ』には連載作品は存在せず「全作品が読み切り」という建前でスタートし、現在でも作品の最終ページでは「続く」ではなく「第○話・終わり」と表記している。
1960年代末になると、「右手に朝日ジャーナル、左手にマガジン」の学生運動の時代が訪れ、学生の他にアングラ・カルチャー層からの支持を得たマガジンが発行部数を伸ばし、一気に追い抜かれることになった。この時期、園田光慶の『あかつき戦闘隊』（1968年）の懸賞問題の影響で、隆盛を誇っていた戦記モノが激減した。

### 1970年代
『週刊少年マガジン』との争いの敗北を受けて、追随する形で青年向け雑誌（マガジンとは異なり、スタイリッシュな路線を目指した）への方向転換を図り、1970年21号から1年間、広告製作プロダクションサン・アドに表紙の製作を発注。「傑作アイデアシリーズ」と称した、昆虫をダイナミックにレイアウトした「怪虫シリーズ」を皮切りに、トイレの便器、マネキン、スキンヘッド、マッチ箱、オール手書きイラスト、編集部宛の投書など表紙としての定義さえも破壊した表紙が次々と登場した。この時期の主な連載に、佐々木守/水島新司『男どアホウ甲子園』（1970年）、ジョージ秋山『銭ゲバ』（1970年）、古谷三敏『ダメおやじ』（1970年）、赤塚不二夫『レッツラゴン』（1971年）、梶原一騎/貝塚ひろし『柔道讃歌』（1972年）、楳図かずお『漂流教室』（1972年）、小山ゆう『おれは直角』（1973年）などがある。それらが沈静化した1972年頃からは、『月光仮面』（1972年）、武内つなよし『赤胴鈴之助』（1972年）などの旧作のアニメ化に伴った漫画連載を展開し、当時作品に馴染んでいた親層の取り込みを図る一方で、石ノ森章太郎『人造人間キカイダー』（1972年）、石川賢『ウルトラマンタロウ』（1973年）、石森章太郎『がんばれ!!ロボコン』（1974年）、永井豪/石川賢『ゲッターロボ』（1974年）などの特撮・SFアニメ作品のコミカライズを大挙掲載し、新規子供層を押えようとするなど、「親と子が安心して読める」誌面の展開を目指した。
しかし、サンデー、マガジンともすでに青年（あるいはそれ以上）向け雑誌に転じていたため、本来の読者層であるはずの少年の多くが『週刊少年ジャンプ』に流れることになり、1973年にはサンデー、マガジンともに発行部数で追い抜かれることになり、再び少年向けに方向転換（ただし、一部の劇画は残った）。
当時の小学館は路線転換の煽りで離れつつあった少年読者層の再度獲得を目指すべく、まず1974年6月に単行本レーベルの「少年サンデーコミックス」（「漂流教室」などが第一弾として刊行）、8月に同じく児童向け単行本レーベルの「てんとう虫コミックス」（学年別学習雑誌に連載されていた「ドラえもん」が第一弾だが、サンデー連載の「ゲッターロボ」も刊行された）をそれぞれ創刊する。続いて、サンデーから特撮・SFアニメ作品の部分を引き継いだ『てれびくん』（1976年）、てんとう虫コミックスを母体に児童向けへ特化した『コロコロコミック』（1977年）、学年誌とサンデーの中間の『マンガくん』（1976年）（1979年に『少年ビッグコミック』に改称）、新人作家育成のための『週刊少年サンデー増刊号』（1978年）など次々と新雑誌を創刊。
この時期は『週刊少年チャンピオン』の大躍進の影響もあり、発行部数が低迷、第4位になっていた。1977年には編集長が交代し、ビッグコミック系誌から持ち込まれ、現在もサンデーを象徴するイメージキャラクターのヘルメットを被ったナマズが初登場。また1976年1号（1975年12月10日発売）から6年間1年ごとに誌名ロゴを変更する体制をとった。
1970年代中期から後期にかけては、藤子不二雄A『プロゴルファー猿』（1974年）、水島新司『一球さん』（1975年）、小山ゆう『がんばれ元気』（1976年）、楳図かずお『まことちゃん』（1976年）、村上もとか『赤いペガサス』（1977年）、あや秀夫『ヒット・エンド・ラン』（1978年）、石ノ森章太郎『サイボーグ009』（1979年）などがヒットしているが、雁屋哲/池上遼一『男組』（1974年）、さいとう・たかを『サバイバル』（1976年）、林律雄/大島やすいち『おやこ刑事』（1977年）など、好調だった『ビッグコミック』系の青年漫画誌へ通じる劇画系作品のインパクトが強く、硬派でかつ重い雑誌と取られがちだった。しかし、1980年前後には、『がんばれ元気』や『まことちゃん』の好調継続や『週刊少年チャンピオン』の部数激減の影響もあり、発行部数が『週刊少年ジャンプ』に次ぐ第2位になった。

### 1980年代
1980年代に入ると、劇画村塾出身の高橋留美子『うる星やつら』（1978年）、『少年ビッグコミック』で『みゆき』をヒットさせていたあだち充『タッチ』（1981年）のヒットでラブコメブーム（学園もの、青春もの）を巻き起こし、部数を大きく伸ばして、1983年には最高発行部数の228万部を記録するなど黄金期を迎えた（ちなみに、この記録は現在でも破られていない）。そのため、当時発行部数で首位に立っていた『週刊少年ジャンプ』編集部は猛追を恐れ、「友情・努力・勝利」を「友情・勝利・愛」に変えようとした程であった（ただし、これはその直後の『北斗の拳』の大ヒットと、これに伴う発行部数の急激な上昇によって回避された）。高橋とあだちはその後もサンデーに連載を続け、一時期を除くと、2018年3・4合併号まで「サンデーに両者あるいは一方の作品が連載されている」状態が続いた。この時期には、六田登『ダッシュ勝平』（1979年）、雁屋哲/池上遼一『男大空』（1980年）、梶原一騎/原田久仁信『プロレススーパースター列伝』（1980年）、原秀則『さよなら三角』、村上もとか『六三四の剣』（1981年）、細野不二彦『Gu-Guガンモ』（1982年）、みやたけし『はしれ走』（1982年）、石渡治『火の玉ボーイ』、（1983年）、原秀則『ジャストミート』（1984年）、吉田聡『ちょっとヨロシク!』（1985年）、村上もとか『風を抜け!』（1986年）、矢島正雄/尾瀬あきら『リュウ』（1986年）、竜崎遼児『闘翔ボーイ』（1986年）などが連載。
また、この時期から増刊組が台頭し、島本和彦『炎の転校生』（1983年）、ゆうきまさみ『究極超人あ〜る』（1985年）といった、特撮・アニメパロディ系の作品が話題になり、いずれもヒットしている。なお、本誌から連載の依頼があっても増刊で描くのが好きだからと断るみず谷なおきのような漫画家もいた。
1985年1号（1984年12月5日発売）に誌名ロゴを固定化し、その頃から、RCサクセションを筆頭にBARBEE BOYS、爆風スランプなどのロックバンド、あるいはウィラードやガスタンクなどのパンク・ハードコア系のバンドの盛り上がり（第1次バンドブーム）にインスピレーションを受けた石渡治『B・B』（1985年）、上條淳士『To-y』（1985年）などの、音楽的かつ青年誌的な漫画が増えた。
しかし、1985年中盤に新谷かおる『ふたり鷹』（1981年）が、1986年末に『タッチ』が、1987年初頭に『うる星やつら』が終了など、サンデーを支えていた作品の多くが完結すると1980年代前半の勢いに陰りが見え始める。その後、高橋留美子『らんま1/2』（1987年）、ゆうきまさみ『機動警察パトレイバー』（1988年）、青山剛昌『まじっく快斗』（1987年～、不定期連載）、青山剛昌『YAIBA』（1988年）などがヒットし、里見桂『スマイル for 美衣』（1987年）、森秀樹『青空しょって』（1987年）、松田隆智/藤原芳秀『拳児』（1988年）、なかいま強『うっちゃれ五所瓦』（1988年）、克・亜樹『星くずパラダイス』（1989年）などが連載開始するものの続くヒット作はなかなか出ず、部数が大きく落ち込む。1987年頃にはマガジンに発行部数を抜かれた。
1988年から1991年にかけて1号当たりの連載作品数を増加させ、他社からのギャグ漫画家の引き抜きや、石ノ森章太郎、楳図かずおら大御所の再登用、漫画家インタビューコラム「オレのまんが道」の連載、既存の枠にとらわれない増刊『サンデーspecial』の発行、プロ・アマチュアを問わずに連載用の第1話を公募して誌面に掲載、読者の人気が高かったものを連載化する「コミックグランプリ」の実施、たま（1990年14号）やX（1990年35号）などロックバンドのカラーグラビアを掲載など数々の実験的な試みを行った。この時期は編集部の方針に混乱がみられ、小山ゆう『少年』（1989年）の不自然な打ち切り、柳沢きみお『ウエルカム』（1990年）の打ち切り、単行本が最終巻刊行直後に絶版になる（石ノ森『仮面ライダーBlack』、楳図『まことちゃん（平成版）』）など、中堅・ベテラン・大御所を問わず作家に対しての厳しい対応が続発した。
同時期には、少年ビッグコミックの対象読者層が創刊当初に想定した年齢より上になっていた事を受け、同誌を青年誌『ヤングサンデー』（1987年）としてリニューアル創刊した。

### 1990年代
1988年から1991年にかけての大混乱の中、若手漫画家の手により、それまでのサンデーの色に無かった新しい漫画が増え始め、『帯をギュッとね!』（河合克敏、1989年）、『スプリガン』（原作：たかしげ宙・漫画：皆川亮二、1989年）、『健太やります!』（満田拓也、1989年、増刊号から移籍）、『虹色とうがらし』（あだち充、1990年）、『うしおととら』（藤田和日郎、1990年）、『今日から俺は!!』（西森博之、1990年、増刊号から移籍）、『行け!!南国アイスホッケー部』（久米田康治、1991年）、『GS美神 極楽大作戦!!』（椎名高志、1991年）などがヒット。
これらに加えて、『俺たちのフィールド』（村枝賢一、1992年）、『H2』（あだち充、1992年）、『ジーザス』（原作：七月鏡一・漫画：藤原芳秀、1992年）、『"LOVe"』（石渡治、1993年）、『名探偵コナン』（青山剛昌、1994年〜）、『ガンバ!Fly high』（原作：森末慎二・漫画：菊田洋之、1994年）、『MAJOR』（満田拓也、1994年）、『じゃじゃ馬グルーミン★UP!』（ゆうきまさみ、1994年）、『DAN DOH!!』（原作：坂田信弘・漫画：万乗大智、1995年）、『烈火の炎』（安西信行、1995年）、『め組の大吾』（曽田正人、1995年）、『神聖モテモテ王国』（ながいけん、1996年）、『なぎさMe公認』（北崎拓、1996年）、『モンキーターン』（河合克敏、1996年）、『犬夜叉』（高橋留美子、1996年）、『ゲイン』（なかいま強、1997年）、『ファンシー雑技団』（黒葉潤一、1997年）、『タキシード銀』（松浦聡彦、1997年）、『ARMS』（皆川亮二、（原案協力：七月鏡一）、1997年）、『からくりサーカス』（藤田和日郎、1997年）、『デビデビ』（三好雄己、1997年）、『風の伝承者』（原作：若桑一人・作画：山本智、1998年）、『かってに改蔵』（久米田康治、1998年）、『SALAD DAYS』（猪熊しのぶ、1998年）、『ダイナマ伊藤!』（杉本ペロ、1999年）、『天使な小生意気』（西森博之、1999年）、『ファンタジスタ』（草場道輝、1999年）などがヒットし、伸び悩んでいた部数も1994年頃から2000年頃まで上昇を続け、サンデーは再び黄金期を迎えた。雑誌的には一種の安定期に入ったが、その一方で1990年代半ばから後半にかけて若手漫画家が台頭せず、暗い影を落とした（1995年に週刊少年サンデー増刊号を『週刊少年サンデー超』とリニューアルするなどして若手漫画家の台頭を待っていた）。
1992年16号（1992年3月25日発売）から誌名ロゴが現在のものに落ち着き。1993年51号（1993年11月24日発売）で、サンデーは創刊2000号を迎え、その記念として嘉門達夫（サンデー創刊と同じ年の1959年生まれ）によるオリジナルソング「SUNDAY'S DREAM」が発表され、サンデーの懸賞プレゼント用に8cmCDが制作された（歌詞は嘉門の半生を歌った内容に駄洒落的に過去のサンデーの連載作品名を盛り込んだもの）。
この時期、『コロコロコミック』と『サンデー』の中間層をターゲットにした『コミックGOTTA』（1999年）、メディアミックス誌『月刊サンデーGX』（2000年）が創刊された。

### 2000年代
この前後から長期連載や人気作が次々と終了し、部数が低迷。1990年代以上に積極的なメディア展開を行うようになり、『リベロ革命!!』（田中モトユキ、2000年）、『トガリ』（夏目義徳、2000年）、『金色のガッシュ!!』（雷句誠、2001年）、『うえきの法則』（福地翼、2001年）、『KATSU!』（あだち充、2001年）、『焼きたて!!ジャぱん』（橋口たかし、2002年）、『史上最強の弟子ケンイチ』（松江名俊、2002年）、『美鳥の日々』（井上和郎、2002年）、『D-LIVE』（皆川亮二、2002年）、『ワイルドライフ』（藤崎聖人、2003年）、『MÄR』（安西信行、2003年）、『結界師』（田辺イエロウ、2003年）、『クロザクロ』（夏目義徳、2004年）、『ハヤテのごとく!』（畑健二郎、2004年）、『最強!都立あおい坂高校野球部』（田中モトユキ、2005年）、『ブリザードアクセル』（鈴木央、2005年）『クロスゲーム』（あだち充、2005年）、『絶対可憐チルドレン』（椎名高志、2005年）、『GOLDEN★AGE』（寒川一之、2006年）、『ダレン・シャン』（原作：ダレン・シャン・漫画：新井隆広、2006年）、『ギャンブルッ!』（鹿賀ミツル、2007年）、『お茶にごす。』（西森博之、2007年）、『魔王 JUVENILE REMIX』（原作：伊坂幸太郎・漫画：大須賀めぐみ、2007年）、『金剛番長』（鈴木央、2007年）、『最上の命医』（橋口たかし、2008年）、『月光条例』（藤田和日郎、2008年）、『オニデレ』（クリスタルな洋介、2008年）、『神のみぞ知るセカイ』（若木民喜、2008年）、『MIXIM☆11』（安西信行、2008年）、『KING GOLF』（佐々木健、2008年）、『DEFENSE DEVIL』（作画：梁慶一・原作：尹仁完、2009年）などが連載されその中の作品からはヒット作品も誕生するが、その他の連載は伸び悩み、部数の低迷に歯止めが効かず、また、この時期から多くの漫画家がサンデーを離れていくことになり、さらに、2008年、雷句誠がサンデー編集部での原稿紛失を巡って小学館に対し損害賠償請求の民事訴訟を提起するなど、1980年代後半の混乱と同様に安定しない時期となった。
2000年に創刊された『サンデーGX』の合同企画コーナーが設置され、一部の作家の入れ替えや引き入れが同じ小学館で刊行されている『少女コミック』・『ちゃお』と同時になされることが多くなった。
2008年3月から2009年3月にかけて『週刊少年マガジン』と「サンデー×マガジン 創刊50周年企画」を行ない、共同雑誌の他、数多くのコラボレーション商品を発売。2009年第14号（3月18日号）では、「創刊表紙トリビュート号」と題して創刊号の表紙デザインを再現（創刊号表紙の長嶋茂雄を松坂大輔に、手塚治虫の『スリル博士』のイラストを橋口たかしの『最上の命医』に置換）した。
50周年イベント終了後の2009年3月末からは、週刊少年誌としては初のウェブコミック配信サイト『クラブサンデー』を開設。さらに、月刊少年サンデーである『ゲッサン』の創刊、『週刊少年サンデー超』（現在は『週刊少年サンデーS』）の月刊化などをし、今まで連載経験のない新人作家を、積極的に連載させるなど、これまで以上に新人育成に力を入れるようになる。
また、それ以降連載作品を『クラブサンデー』や『週刊少年サンデー超』に移動させたり、『週刊少年サンデー超』の連載作品を本誌に移動させたりする事例が増え、連載陣の入れ替えが激しくなった。

### 2010年代
この前後から、『アラタカンガタリ〜革神語〜』（渡瀬悠宇、2008年）、『マギ』（大高忍、2009年）、『銀の匙 Silver Spoon』（荒川弘、2011年）など、他誌・他社の人気漫画家の新作を連載する事例が増え、いずれもヒットし、さらに、『コロコロコミック』関連作品との連動も図られるようになっており、『ペンギンの問題』の出張掲載や『機動戦士ガンダムAGE』の前後編読み切り掲載などが行われているほか、小学館の主力コンテンツである『ポケットモンスター』や『デュエル・マスターズ』を原作とする作品が連載されたり、メディアミックスとして『戦国コレクション』や『ささみさん@がんばらない』、『キャプテン・アース』のコミカライズ作品を連載したりしている。
上記3作品以外では、『境界のRINNE』（高橋留美子、2009年）、『國崎出雲の事情』（ひらかわあや、2010年）、『最後は?ストレート!!』（寒川一之、2010年）、『今際の国のアリス』（麻生羽呂、2010年、サンデーSから移籍）、『常住戦陣!!ムシブギョー』（福田宏、2011年）、『BE BLUES!〜青になれ〜』（田中モトユキ、2011年）、『BUYUDEN』（満田拓也、2011年）、『アナグルモール』（福地翼、2011年）、『電波教師』（東毅、2011年）、『BIRDMEN』（田辺イエロウ、2016年）、『湯神くんには友達がいない』（佐倉準、2013年）、『競女!!!!!!!!』（空詠大智、2013年）、『だがしかし』（コトヤマ、2014年）、『サイケまたしても』（福地翼、2014年）、『トキワ来たれり!!』（松江名俊、2015年）、『天使とアクト!!』（ひらかわあや、2015年）、『MAJOR 2nd』（満田拓也、2015年〜）、『アド アストラ ペル アスペラ』（畑健二郎、2015年〜、休載中）などがヒットする。
また、雑誌に付録として、クリアファイルやシール・栞・ソーシャルゲームの限定シリアルコードなどを付録に付けることが増え、単行本関連では人気作品において限定版・特別版の同時発売が多く行われるようになっている。他にも、SSS（サンデーサポーターズショップ）・一部アニメショップでイラストペーパーや栞などを初回特典として同梱・配布するケースが増加した。
さらに、ウェブコミック関連では『クラブサンデー』に加えて、WEB漫画作家を多数起用した『裏サンデー』（後に『マンガワン』として独立）を2012年4月に開設し、『モブサイコ100』（ONE、2012年）や『ケンガンアシュラ』（原作：サンドロビッチ・ヤバ子・作画：だろめおん、2012年）などをヒットさせた。
その他にも、著名人である野島伸司や五味一男が原作の漫画の連載、2013年33号のみ17年ぶりに200円で販売、初の単独イベント『サンデーフェス』を開催したりなど様々な展開をするが、他の漫画雑誌と同様に出版不況などの影響で、発行部数は減少し続けた。
2015年7月、『ゲッサン』創刊編集長の市原武法が編集長として就任。新人作家の育成を絶対的な使命とする大改革を行うと宣言し、大きな話題となった。宣言通り、多くの連載作品の打ち切り、新たな作品の連載、新人作家向けの漫画勉強会、編集部の意識改革、サンデーの雑誌作りに協力する中高校生限定のサンデーサポータークラブ（SSC）の設立、『週刊少年サンデーS』のリニューアル、『クラブサンデー』を終了し、新たなウェブコミック配信サイト『サンデーうぇぶり』の開設など様々な展開をし、新人作家の作品として、『天野めぐみはスキだらけ!』（ねこぐち、2016年）、『魔王城でおやすみ』（熊之股鍵次、2016年〜）、『古見さんは、コミュ症です。』（オダトモヒト、2016年〜）、『保安官エヴァンスの嘘 〜DEAD OR LOVE〜』（栗山ミヅキ、2017年）、『妖怪ギガ』（佐藤さつき、2017年）、『switch』（波切敦、2018年）、『ノケモノたちの夜』（星野真、2019年）などがヒット。サンデーうぇぶりでは、『死神坊ちゃんと黒メイド』（イノウエ、2017年）などがヒットした。
これらに加え、ベテラン・中堅作家による『双亡亭壊すべし』（藤田和日郎、2016年）、『あおざくら 防衛大学校物語』（二階堂ヒカル、2016年〜）、『舞妓さんちのまかないさん』（小山愛子、2017年〜）、『第九の波濤』（草場道輝、2017年）、『十勝ひとりぼっち農園』（横山裕二、2018年〜）、『蒼穹のアリアドネ』（八木教広、2018年）、『トニカクカワイイ』（畑健二郎、2018年〜）、『君は008』（松江名俊、2018年〜）、『ポンコツちゃん検証中』（福地翼、2019年）、『MAO』（高橋留美子、2019年〜）、『よふかしのうた』（コトヤマ、2019年）などがヒットし、サンデーの業績を500パーセント近く上昇させた。しかし、他の少年誌と比べるとヒットが小規模であり、アニメ化などのメディア展開が行われる作品も少なく、雑誌の発行部数も減少し続けている。
また、連載作家に会えるなど、SSC会員限定のイベント『サンデー文化祭』を開催したり、2016年頃からサンデーSと共に『名探偵コナン』関連の全員サービスを定期的に行ったり、スピンオフ作品として『名探偵コナン ゼロの日常』（原作：青山剛昌・作画：新井隆広、2018年、不定期連載）、『名探偵コナン 警察学校編 Wild Police Story』（原作：青山剛昌・作画：新井隆広、2019年、不定期連載）を連載するなど、今まで以上に『名探偵コナン』の色が強く出るようになり、内容によっては、売り切れることも増え始めた。

### 2020年代
2020年夏、新型コロナウイルスの影響で、作家への新型コロナ対策として、2020年27・28臨時合併号、31・32臨時合併号を発行すると発表した。
『葬送のフリーレン』（原作：山田鐘人・作画：アベツカサ、2020年〜）がヒット。マンガ大賞2021大賞、第25回手塚治虫文化賞新生賞などを受賞するなど一躍話題作になった。ほかには、『龍と苺』（柳本光晴、2020年〜）、『帝乃三姉妹は案外、チョロい。』（ひらかわあや、2022年～）、『レッドブルー』（波切敦、2022年～）、『尾守つみきと奇日常。』（森下みゆ、2023年～）などが連載される。
2022年7月、『週刊少年ジャンプ』と『週刊少年サンデー』 の共同企画として、『ONE PIECE』の尾田栄一郎と『名探偵コナン』の青山剛昌のスペシャル対談が行われ、これを記念としたコラボレーション企画として、同年発売の『週刊少年ジャンプ』34号の表紙に『名探偵コナン』の登場人物である安室透の、同じく同年発売の『週刊少年サンデー』35号の表紙に『ONE PIECE』の登場人物であるロロノア・ゾロのイラストが掲載されている。
2024年7号の表紙は『名探偵コナン』の連載30周年企画として、『名探偵コナン』が初めて表紙を飾った1994年6号の表紙デザインを再現したものになった。

## 特徴

### 連載傾向と読者層
本誌の傾向としては、特にラブコメディと恋愛漫画にノウハウと強みを持っていることが挙げられる。特に、中長期連載となった作品ではその傾向が強く見られる。また、ラブコメ・恋愛漫画ではない作品でも、作中のエピソードなどで恋愛およびラブコメ的な要素を色濃く匂わせるものが多い。
他の少年漫画雑誌と比べて、スロースタートで始まる作品や、一つの出来事・展開に数話分使うなど、過程を重視する作品などが比較的多く、ストーリーを深く書かせてくれる傾向がある。また、時折少年漫画雑誌とは思えない社会を絡ませた重厚な内容の作品が連載されることもある。
作品を打ち切りにする場合、『週刊少年ジャンプ』など他誌のように唐突に終了することは少なく、ある程度物語がまとまった形で終了させる傾向にある。
高橋留美子と椎名高志はサンデーについて、「新人作家の作品に対して読者が優しい」「編集部からの扱いがいい」「少し難しい、考えさせられるマンガも載ってる」「サンデーらしさは品の良さ、優しさ」「週刊少年誌の中でサンデーが一番作家が好き勝手できる」と評価している。
少年漫画誌の中では読者の年齢層が高く、高校生以上の読者が全体の約6割を占めている。ラブコメや恋愛漫画に強みを持っているため、少年誌でありながら女性の購読者も非常に多い。そのためか、他の少年誌と比べて女性漫画家が多いのも特徴である。

### 作家
漫画家では、あだち充・高橋留美子・青山剛昌・藤田和日郎・満田拓也・椎名高志・松江名俊・畑健二郎など、他の少年誌と比べて、二作目以降も完全新作でヒット作を生み出す作家が多く、「作品を作ることよりもマンガ家を作ることを得意とする雑誌」と評させることがある。
週刊少年ジャンプや週刊少年マガジンと異なり専属契約制度は無いが、赤松健はあだち充や高橋留美子などブランド力のある作家がいることや、作家を縛り付けない方針のためではないかとしている。また短期間で配置替えがあることから、編集者と作家の結びつきも弱いとされる。

### 各種コーナー
『週刊少年ジャンプ』とは異なり、表紙にグラビア（『週刊少年マガジン』『週刊少年チャンピオン』なども同様）が付いている号がある。
1983年から目次に自画像と作者のコメントが登場したがそれ以前では柱に『モシモシ先生いますか⁈』と言うコーナーがあった。作者のコメントは1994年から読者からの質問になっている。
その他、2001年よりアンケートや読者投稿コーナーがハガキ以外にもインターネット（ウェブサンデー）からも応募・投稿できるが、これは週刊少年誌で最初に始まったものである。読者コーナーの節やサンデー青春学園も参照のこと。
また、2008年より週刊少年漫画誌としては初めてウェブコミック配信サイト「クラブサンデー」を、2012年からは「裏サンデー」を、2016年からは「サンデーうぇぶり」を開設した。

## 週刊少年サンデー事件史
- 1968年、読者懸賞の軍装品に対して児童文学者らが賞品の撤回を求めて抗議を行った騒動。詳しくはあかつき戦闘隊事件を参照。
- 1986年、新谷かおるが『バランサー』のクレームによる改題が発端で編集者との確執に至った[注 7]。
- 2008年、雷句誠がサンデー編集部での原稿紛失を巡って、小学館に対し損害賠償請求の民事訴訟を起こした。のちに小学館の謝罪と和解金255万円で和解が成立した。

## 歴代編集長
1. 豊田亀市（1959年 - 1960年）
2. 木下芳雄（1960年 - 1963年）
3. 堧水尾道雄（1963年 - 1965年）
4. 小西湧之助（1965年 - 1967年）
5. 高柳義也（1967年 - 1969年）
6. 木下賀雄（1969年 - 1970年43号[18]）
7. 渡辺静夫（1970年44号[19] - 1972年3・4合併号[20]）
8. 井上敬三（1972年5号[21] - 1977年46号[22]）
9. 田中一喜（1976年47号[23] - 1984年29号[24]）
10. 猪俣光一郎（1984年30号[25] - 1987年27号[26]）
11. 熊谷玄典（1987年28号[27] - 1991年32号[28]）
12. 平山隆（1991年33号[29] - 1994年33号[30]）
13. 熊谷玄典（1994年34号[31] - 1996年33号[32]）
14. 奥山豊彦（1996年34号[33] - 2000年16号[34]）
15. 都築伸一郎（2000年17号[35] - 2001年34号[36]）
16. 三上信一（2001年35号[37] - 2004年50・51合併号[38]）
17. 林正人（2004年52号[39] - 2009年35号[40]）
18. 縄田正樹（2009年36号[41] - 2012年33号[42]）
19. 鳥光裕（2012年34号[43] - 2015年34号[44]）
20. 市原武法（2015年35号[45] - 2021年46号）
21. 大嶋一範（2021年47号 - ）

## 連載作品
2025年7月23日（2025年34号）現在連載中の作品。不定期連載作品も含む。
| 作品名                                | 作者（作画）           | 原作など                          | 開始号             | 備考                                  |
| ------------------------------------- | ---------------------- | --------------------------------- | ------------------ | ------------------------------------- |
| 名探偵コナン                          | 青山剛昌               | －                                | 1994年5号          | 不定期連載                            |
| MAJOR 2nd                             | 満田拓也               | －                                | 2015年15号         | 『MAJOR』の続編 隔週連載              |
| 魔王城でおやすみ                      | 熊之股鍵次             | －                                | 2016年24号         |                                       |
| 十勝ひとりぼっち農園                  | 横山裕二               | －                                | 2018年1号          | 掲載順は巻末に固定                    |
| トニカクカワイイ/FLY ME TO THE MOON   | 畑健二郎               | －                                | 2018年12号         | [ 注 8 ]                              |
| MAO                                   | 高橋留美子             | －                                | 2019年23号         |                                       |
| 葬送のフリーレン                      | アベツカサ（作画）     | 山田鐘人（原作）                  | 2020年22・23合併号 |                                       |
| 龍と苺                                | 柳本光晴               | －                                | 2020年25号         |                                       |
| シブヤニアファミリー                  | 久米田康治             | －                                | 2021年48号         |                                       |
| 帝乃三姉妹は案外、チョロい。          | ひらかわあや           | －                                | 2022年4・5合併号   |                                       |
| レッドブルー                          | 波切敦                 | －                                | 2022年7号          |                                       |
| 尾守つみきと奇日常。                  | 森下みゆ               | －                                | 2023年46号         |                                       |
| みずぽろ                              | 水口尚樹（作画）       | 一色美穂（原作）                  | 2023年50号         |                                       |
| 写らナイんです                        | コノシマルカ           | －                                | 2024年18号         |                                       |
| 廻天のアルバス                        | 箭坪幹（作画）         | 牧彰久（原作）                    | 2024年25号         |                                       |
| 百瀬アキラの初恋破綻中。              | 晴川シンタ             | －                                | 2024年39号         |                                       |
| イチカバチカ                          | 本間仁助               | －                                | 2024年40号         |                                       |
| ストランド                            | 益子リョウヘイ（作画） | NUMBER8（原作）                   | 2024年41号         |                                       |
| シテの花 -能楽師・葉賀琥太朗の咲き方- | 壱原ちぐさ             | 宝生流二十代宗家 宝生和英（監修） | 2024年47号         |                                       |
| 地上へ…                               | 松江名俊               | －                                | 2025年7号          |                                       |
| パラショッパーズ                      | 福地翼                 | －                                | 2025年8号          |                                       |
| 魔物の国                              | みつたに               | －                                | 2025年10号         |                                       |
| シルバーマウンテン                    | 藤田和日郎             | －                                | 2025年23号         |                                       |
| ヴァンパイドル滾                      | 島本和彦               | －                                | 2025年23号         |                                       |
| かくかまた                            | くさかべゆうへい       | －                                | 2025年25号         |                                       |
| カグライ 〜神楽と雷人〜               | ましゅ太郎（作画）     | レタス太郎（原作）                | 2025年26号         |                                       |
| よふかしのうた-楽園編-                | コトヤマ               | －                                | 2025年31号         | 「よふかしのうた」の新作 短期集中連載 |

### 休載中
| 作品名                      | 作者（作画） | 原作など | 開始号             | 最新話掲載号       | 備考 |
| --------------------------- | ------------ | -------- | ------------------ | ------------------ | ---- |
| まじっく快斗                | 青山剛昌     | －       | 1987年26号         | 2024年22・23合併号 |      |
| アド アストラ ペル アスペラ | 畑健二郎     | －       | 2015年40号         | 2016年24号         |      |
| あおざくら 防衛大学校物語   | 二階堂ヒカル | －       | 2016年22・23合併号 | 2025年8号          |      |
| 界変の魔法使い              | 田辺イエロウ | －       | 2024年42号         | 2025年29号         |      |

## 発行部数
- 1959年 30万部（創刊号）
- 1963年 40万部[52]
- 1969年頃 125万部[53]
- 1983年 228万部（本誌の最高発行部数）
- 1989年 140万部
- 1995年 140万部
- 1998年 170万部
- 2001年 150万部
- 2004年（2003年9月 - 2004年8月） 1,160,913部[54]
- 2005年（2004年9月 - 2005年8月） 1,068,265部[54]
- 2006年（2005年9月 - 2006年8月） 1,003,708部[54]
- 2007年（2006年9月 - 2007年8月） 935,729部[54]
- 2008年（2007年10月 - 2008年9月） 873,438部[54]
- 2009年（2008年10月 - 2009年9月） 773,062部[54]

|        | 1〜3月     | 4〜6月     | 7〜9月     | 10〜12月   |
| ------ | ---------- | ---------- | ---------- | ---------- |
| 2008年 |            | 866,667 部 | 833,334 部 | 802,084 部 |
| 2009年 | 781,667 部 | 765,000 部 | 745,770 部 | 717,728 部 |
| 2010年 | 684,462 部 | 670,417 部 | 645,834 部 | 624,546 部 |
| 2011年 | 630,770 部 | 605,000 部 | 583,750 部 | 565,584 部 |
| 2012年 | 540,167 部 | 526,500 部 | 525,834 部 | 520,334 部 |
| 2013年 | 502,000 部 | 494,000 部 | 532,667 部 | 490,334 部 |
| 2014年 | 461,250 部 | 445,500 部 | 428,417 部 | 411,250 部 |
| 2015年 | 393,417 部 | 388,417 部 | 369,231 部 | 356,584 部 |
| 2016年 | 345,667 部 | 369,833 部 | 330,000 部 | 323,250 部 |
| 2017年 | 319,667 部 | 315,750 部 | 311,167 部 | 306,000 部 |
| 2018年 | 298,333 部 | 301,667 部 | 306,667 部 | 296,250 部 |
| 2019年 | 277,500 部 | 263,333 部 | 252,500 部 | 242,083 部 |
| 2020年 | 232,500 部 | 223,636 部 | 213,333 部 | 206,818 部 |
| 2021年 | 200,000 部 | 196,667 部 | 191,250 部 | 188,182 部 |
| 2022年 | 180,000 部 | 181,667 部 | 197,500 部 | 171,818 部 |
| 2023年 | 164,231 部 | 160,417 部 | 153,333 部 | 148,750 部 |
| 2024年 | 143,333 部 | 138,750 部 | 135,417 部 | 127,083 部 |
| 2025年 | 126,250 部 | 125,000 部 |            |            |

## 増刊号・系列誌

### 増刊号
- 週刊少年サンデー増刊号→週刊少年サンデー超→週刊少年サンデーS（1978年 - ）
- 少年サンデー1000（1981年 - 1983年、1985年）
- 少年サンデー大別冊（1986年 - 1987年）
- 少年サンデーSpecial（1988年 - 1989年）
- 少年サンデーオープン大増刊→少年サンデー特別増刊→少年サンデー特別増刊R（1991年 - 1999年、2002年 - 2004年、2008年）

### 系列誌
- 別冊少年サンデー（1960年 - 1974年）
  - 部数の低迷とオイルショックによる紙不足のため、1974年3月号て休刊。
- デラックス少年サンデー（1969年 - 1971年）
- ヤングサンデー→週刊ヤングサンデー（1987年 - 2008年）
  - 『ビッグコミック』系列誌だったものが改名によってサンデー系列となった。
- 月刊サンデーGX（月刊サンデージェネックス）（2000年 - ）
- ゲッサン（月刊少年サンデー）（2009年 - ）

### ウェブコミック
- ソク読みサンデー→クラブサンデー→サンデーうぇぶり（2008年 - ）
  - 週刊少年サンデー、週刊少年サンデーS、月刊サンデーGX、ゲッサンの合同漫画サイト。
- 裏サンデー（2012年 - ）
  - マンガワン（2014年 - ）

## 作品のメディアミックス

### アニメ
2000年代中期には週4 - 5本程度のテレビアニメ作品が放送されていた。しかし、他の少年誌と比べて、アニメ化作品が減少傾向になっており、時期によってはアニメ作品が『名探偵コナン』関連のみとなる時がある。
1990年代半ばまではアニメ化される作品の大半がフジテレビ系列（FNS）で放送されていたが、2023年現在は読売テレビ制作・日本テレビ系列（NNN）、テレビ東京系列（TXN）、NHKなどのキー局を中心に幅広く放送されることが多い。その一方で、いわゆる「UHFアニメ」として放送されるものは少なく、2000年代には『美鳥の日々』が放送された程度であるが、深夜アニメの割合が増加した2010年代後半になると、独立局においても少しずつ新作を放送するようになっていった。

#### 現在放送中の作品
| 作品                         | 放送開始日    | アニメーション制作                        | 備考                                                         |
| ---------------------------- | ------------- | ----------------------------------------- | ------------------------------------------------------------ |
| 名探偵コナン                 | 1996年1月8日  | 東京ムービー → トムス・エンタテインメント |                                                              |
| YAIBA                        | 2025年4月5日  | WIT STUDIO                                | 第2作 アニメタイトル：真・侍伝YAIBA 原作の連載は既に終了。   |
| よふかしのうた               | 2025年7月4日  | ライデンフィルム                          | 第2期 原作の連載は既に終了。                                 |
| おそ松くん                   | 2025年7月9日  | PIERROT FILMS                             | 第3作第4期 アニメタイトル：おそ松さん 原作の連載は既に終了。 |
| 帝乃三姉妹は案外、チョロい。 | 2025年7月10日 | P.A.WORKS                                 |                                                              |

#### 放送予定の作品
| 作品             | 放送年 | アニメーション制作 | 備考                              |
| ---------------- | ------ | ------------------ | --------------------------------- |
| らんま1/2        | 2025年 | MAPPA              | 第2作第2期 原作の連載は既に終了。 |
| 葬送のフリーレン | 2026年 | マッドハウス       | 第2期                             |
| MAO              | 2026年 | サンライズ         |                                   |

#### 過去にアニメ化された作品
| 作品                                      | 放送年                                                                     | アニメーション制作                       | 備考                                                            |
| ----------------------------------------- | -------------------------------------------------------------------------- | ---------------------------------------- | --------------------------------------------------------------- |
| W3                                        | 1965年6月-1966年6月                                                        | 虫プロダクション                         | 週刊少年マガジンでも連載                                        |
| オバケのQ太郎（アニメ）                   | 1965年8月-1967年6月（第1作）                                               | 東京ムービー                             |                                                                 |
| オバケのQ太郎（アニメ）                   | 1971年9月-1972年12月（第2作）                                              | 東京ムービー                             | アニメタイトル：新オバケのQ太郎                                 |
| オバケのQ太郎（アニメ）                   | 1985年4月-1987年3月（第3作）                                               | シンエイ動画                             | 劇場版あり                                                      |
| おそ松くん                                | 1966年2月-1967年3月（第1作）                                               | チルドレンズ・コーナー スタジオ・ゼロ    |                                                                 |
| おそ松くん                                | 1988年2月-1989年12月（第2作）                                              | スタジオぴえろ                           | 劇場版あり                                                      |
| おそ松くん                                | 2015年-10月-2016年3月（第3作・第1期）                                      | studioぴえろ                             | 劇場版あり アニメタイトル：おそ松さん                           |
| おそ松くん                                | 2017年-10月-2018年3月（第3作・第2期）                                      | studioぴえろ                             | 劇場版あり アニメタイトル：おそ松さん                           |
| おそ松くん                                | 2020年10月-2021年3月（第3作・第3期）                                       | studioぴえろ                             | 劇場版あり アニメタイトル：おそ松さん                           |
| パーマン                                  | 1967年4月-1968年4月（第1作）                                               | 東京ムービー スタジオ・ゼロ              |                                                                 |
| パーマン                                  | 1983年4月-1985年7月（第2作）                                               | シンエイ動画                             | 劇場版あり                                                      |
| アニマル1                                 | 1968年4月-9月                                                              | 虫プロダクション                         |                                                                 |
| サスケ                                    | 1968年9月-1969年3月                                                        | TCJ                                      |                                                                 |
| 佐武と市捕物控                            | 1968年10月-1969年9月                                                       | 虫プロダクション 東映動画 スタジオ・ゼロ |                                                                 |
| ウメ星デンカ                              | 1969年4月-9月                                                              | 東京ムービー スタジオ・ゼロ              | 劇場版あり                                                      |
| もーれつア太郎                            | 1969年4月-1970年12月（第1作）                                              | 東映動画                                 |                                                                 |
| もーれつア太郎                            | 1990年4月-12月（第2作）                                                    | 東映動画                                 |                                                                 |
| カムイ外伝                                | 1969年4月-9月                                                              | TCJ動画センター                          | 劇場版あり アニメタイトル：忍風カムイ外伝                       |
| どろろ                                    | 1969年4月-9月（第1作）                                                     | 虫プロダクション                         | 第14話よりアニメタイトルがどろろと百鬼丸に改題                  |
| どろろ                                    | 2019年1月-6月（第2作）                                                     | MAPPA 手塚プロダクション                 |                                                                 |
| 紅三四郎                                  | 1969年4月-9月                                                              | タツノコプロ                             |                                                                 |
| 男どアホウ甲子園                          | 1970年9月-1971年3月                                                        | 東京テレビ動画                           | アニメタイトル：男どアホウ!甲子園                               |
| 赤胴鈴之助                                | 1972年4月-1973年3月                                                        | 東京ムービー                             |                                                                 |
| ドロロンえん魔くん                        | 1973年10月-1974年3月                                                       | 東映動画                                 |                                                                 |
| ダメおやじ                                | 1974年4月-10月                                                             | ナック                                   |                                                                 |
| 柔道讃歌                                  | 1974年4月-9月                                                              | 東京ムービー                             |                                                                 |
| 一球さん                                  | 1978年4月-10月                                                             | 日本アニメーション シンエイ動画          |                                                                 |
| ヒット・エンド・ラン                      | 1979年2月                                                                  | 日本アニメーション                       | アニメタイトル：がんばれ!ぼくらのヒット・エンド・ラン           |
| がんばれ元気                              | 1980年7月-1981年4月                                                        | 東映動画                                 |                                                                 |
| ダッシュ勝平                              | 1981年10月-1982年12月                                                      | タツノコプロ                             |                                                                 |
| うる星やつら（アニメ）                    | 1981年10月-1986年3月（第1作）                                              | スタジオぴえろ → ディーン                | 劇場版、OVAあり                                                 |
| うる星やつら（アニメ）                    | 2022年10月-2023年3月（第2作第1期）                                         | david production                         |                                                                 |
| うる星やつら（アニメ）                    | 2024年1月-6月（第2作第2期）                                                | david production                         |                                                                 |
| さすがの猿飛                              | 1982年10月-1984年3月                                                       | 土田プロダクション                       |                                                                 |
| プロゴルファー猿                          | 1982年10月（特番）                                                         | シンエイ動画                             | 劇場版あり                                                      |
| プロゴルファー猿                          | 1985年4月-1988年3月（無印）                                                | シンエイ動画                             | 劇場版あり                                                      |
| プロゴルファー猿                          | 1988年4月-6月（新プロゴルファー猿）                                        | シンエイ動画                             | 劇場版あり                                                      |
| Gu-Guガンモ                               | 1984年3月-1985年3月                                                        | 東映動画                                 |                                                                 |
| ふたり鷹                                  | 1984年9月-1985年7月                                                        | 国際映画社                               |                                                                 |
| タッチ                                    | 1985年3月-1987年3月                                                        | グループ・タック                         | 劇場版あり                                                      |
| タッチ                                    | 1998年12月（TVSP1）                                                        | グループ・タック                         | 劇場版あり                                                      |
| タッチ                                    | 2001年2月（TVSP2）                                                         | グループ・タック                         | 劇場版あり                                                      |
| 六三四の剣                                | 1985年4月-1986年9月                                                        | エイケン                                 |                                                                 |
| 仮面の忍者 赤影                           | 1987年10月-1988年3月                                                       | 東映動画 ライフワーク                    |                                                                 |
| らんま1/2                                 | 1989年4月-9月（第1作・無印）                                               | スタジオ・ディーン                       | 劇場版、OVAあり                                                 |
| らんま1/2                                 | 1989年10月-1992年9月（第1作・熱闘編）                                      | スタジオ・ディーン                       | 劇場版、OVAあり                                                 |
| らんま1/2                                 | 2024年10月-12月（第2作第1期）                                              | MAPPA                                    |                                                                 |
| おれは直角                                | 1991年1月-10月                                                             | スタジオぴえろ                           |                                                                 |
| 21エモン                                  | 1991年5月-1992年3月                                                        | シンエイ動画                             | 劇場版あり                                                      |
| YAIBA                                     | 1993年4月-1994年4月（第1作）                                               | パステル                                 | アニメタイトル：剣勇伝説YAIBA                                   |
| GS美神 極楽大作戦!!                       | 1993年4月-1994年3月                                                        | 東映動画                                 | 劇場版あり アニメタイトル：GS美神                               |
| H2                                        | 1995年6月-1996年3月                                                        | 葦プロダクション                         |                                                                 |
| ガンバ!Fly high                           | 1996年7月-1997年3月                                                        | サンライズ                               | アニメタイトル：ガンバリスト!駿                                 |
| 烈火の炎                                  | 1997年7月-1998年7月                                                        | ぴえろ                                   |                                                                 |
| どっきりドクター                          | 1998年10月-1999年6月                                                       | ぴえろ                                   |                                                                 |
| 犬夜叉（アニメ）                          | 2000年10月-2004年9月（無印）                                               | サンライズ                               | 劇場版あり                                                      |
| 犬夜叉（アニメ）                          | 2009年10月-2010年4月（完結編）                                             | サンライズ                               | 劇場版あり                                                      |
| 犬夜叉（アニメ）                          | 2020年10月-2021年3月（半妖の夜叉姫・壱の章）                               | サンライズ                               | 『犬夜叉』の続編                                                |
| 犬夜叉（アニメ）                          | 2021年10月-2022年3月（半妖の夜叉姫・弐の章）                               | サンライズ                               | 『犬夜叉』の続編                                                |
| ARMS                                      | 2001年4月-2002年3月                                                        | トムス・エンタテインメント               | アニメタイトル：PROJECT ARMS                                    |
| 天使な小生意気                            | 2002年4月-2003年3月                                                        | トムス・エンタテインメント               |                                                                 |
| 金色のガッシュ!!                          | 2003年4月-2006年3月                                                        | 東映アニメーション                       | アニメタイトル：金色のガッシュベル!!                            |
| モンキーターン                            | 2004年1月-12月                                                             | OLM                                      |                                                                 |
| DAN DOH!!                                 | 2004年4月-9月                                                              | 東京キッズ                               |                                                                 |
| 美鳥の日々                                | 2004年4月-6月                                                              | studioぴえろ                             |                                                                 |
| 焼きたて!!ジャぱん                        | 2004年10月-2006年3月                                                       | サンライズ                               |                                                                 |
| MAJOR（アニメ）                           | 2004年11月-2005年5月（第1期）                                              | スタジオ雲雀                             | アニメタイトル：メジャー                                        |
| MAJOR（アニメ）                           | 2005年12月-2006年6月（第2期）                                              | スタジオ雲雀                             | アニメタイトル：メジャー                                        |
| MAJOR（アニメ）                           | 2007年1月-6月（第3期）                                                     | スタジオ雲雀                             | アニメタイトル：メジャー                                        |
| MAJOR（アニメ）                           | 2008年1月-6月（第4期）                                                     | SynergySP                                | アニメタイトル：メジャー                                        |
| MAJOR（アニメ）                           | 2009年1月-6月（第5期）                                                     | SynergySP                                | アニメタイトル：メジャー                                        |
| MAJOR（アニメ）                           | 2010年4月-9月（第6期）                                                     | SynergySP                                | アニメタイトル：メジャー                                        |
| MÄR - Märchen Awakens Romance             | 2005年4月-2007年3月                                                        | SynergySP                                | アニメタイトル：メルヘヴン                                      |
| うえきの法則                              | 2005年4月-2006年3月                                                        | スタジオディーン                         |                                                                 |
| 妖逆門                                    | 2006年4月-2007年3月                                                        | ラディクスエースエンタテインメント       |                                                                 |
| 史上最強の弟子ケンイチ                    | 2006年10月-2007年9月                                                       | トムス・エンタテインメント               | OVAあり                                                         |
| 結界師（アニメ）                          | 2006年10月-2008年2月                                                       | サンライズ                               |                                                                 |
| ハヤテのごとく!（アニメ）                 | 2007年4月-2008年3月（第1作）                                               | SynergySP                                | 劇場版、OVAあり                                                 |
| ハヤテのごとく!（アニメ）                 | 2009年4月-9月（第2作）                                                     | J.C.STAFF                                | 劇場版、OVAあり                                                 |
| ハヤテのごとく!（アニメ）                 | 2012年10月-12月（第3作）                                                   | マングローブ                             | 劇場版、OVAあり                                                 |
| ハヤテのごとく!（アニメ）                 | 2013年4月-7月（第4作）                                                     | マングローブ                             | 劇場版、OVAあり                                                 |
| 絶対可憐チルドレン（アニメ）              | 2008年4月-2009年3月                                                        | SynergySP                                | OVA、スピンオフあり                                             |
| クロスゲーム                              | 2009年4月-2010年3月                                                        | SynergySP                                |                                                                 |
| まじっく快斗                              | 2010年4月-2012年12月（不定期版）                                           | TMS/V1Studio                             | 『名探偵コナン』の枠にて不定期放送                              |
| まじっく快斗                              | 2014年10月-2015年3月（単独版）                                             | A-1 Pictures                             | アニメタイトル：まじっく快斗1412                                |
| 神のみぞ知るセカイ                        | 2010年10月-12月（第1期）                                                   | マングローブ                             |                                                                 |
| 神のみぞ知るセカイ                        | 2011年4月-6月（第2期）                                                     | マングローブ                             |                                                                 |
| 神のみぞ知るセカイ                        | 2013年7月-9月（第3期）                                                     | マングローブ                             |                                                                 |
| マギ                                      | 2012年10月-2013年3月（第1期）                                              | A-1 Pictures                             | スピンオフあり                                                  |
| マギ                                      | 2013年10月-2014年3月（第2期）                                              | A-1 Pictures                             | スピンオフあり                                                  |
| アラタカンガタリ〜革神語〜                | 2013年4月-7月                                                              | サテライト JM ANIMATION                  |                                                                 |
| 常住戦陣!!ムシブギョー                    | 2013年4月-9月                                                              | セブン・アークス・ピクチャーズ           | アニメタイトル：ムシブギョー                                    |
| 銀の匙 Silver Spoon                       | 2013年7月-9月（第1期）                                                     | A-1 Pictures                             |                                                                 |
| 銀の匙 Silver Spoon                       | 2014年1月-3月（第2期）                                                     | A-1 Pictures                             |                                                                 |
| 境界のRINNE                               | 2015年4月-9月（第1期）                                                     | ブレインズ・ベース                       |                                                                 |
| 境界のRINNE                               | 2016年4月-9月（第2期）                                                     | ブレインズ・ベース                       |                                                                 |
| 境界のRINNE                               | 2017年4月-9月（第3期）                                                     | ブレインズ・ベース                       |                                                                 |
| 電波教師                                  | 2015年4月-9月                                                              | A-1 Pictures                             |                                                                 |
| うしおととら                              | 2015年7月-12月（第1シーズン）                                              | MAPPA VOLN                               | OVAあり                                                         |
| うしおととら                              | 2016年4月-6月（第2シーズン）                                               | MAPPA VOLN                               | OVAあり                                                         |
| だがしかし                                | 2016年1月-4月（第1期）                                                     | feel.                                    |                                                                 |
| だがしかし                                | 2018年1月-3月（第2期）                                                     | 手塚プロダクション                       |                                                                 |
| マギ シンドバッドの冒険                   | 2016年4月-7月                                                              | Lay-duce                                 | 『マギ』のスピンオフ                                            |
| 競女!!!!!!!!                              | 2016年10月-12月                                                            | XEBEC                                    |                                                                 |
| MAJOR 2nd                                 | 2018年4月-9月（第1期）                                                     | オー・エル・エム                         | 『MAJOR』の続編 アニメタイトル：メジャーセカンド                |
| MAJOR 2nd                                 | 2020年4月-11月（第2期）                                                    | オー・エル・エム                         | 『MAJOR』の続編 アニメタイトル：メジャーセカンド                |
| からくりサーカス                          | 2018年10月-2019年6月                                                       | スタジオヴォルン                         |                                                                 |
| トニカクカワイイ                          | 2020年10月-12月（第1期）                                                   | Seven Arcs                               | OVAあり                                                         |
| トニカクカワイイ                          | 2023年4月-6月（第2期）                                                     | Seven Arcs                               | OVAあり                                                         |
| 魔王城でおやすみ                          | 2020年10月-12月                                                            | 動画工房                                 |                                                                 |
| 舞妓さんちのまかないさん                  | 2021年2月-2022年1月（NHKワールド JAPAN） 2021年10月-2022年6月（NHK Eテレ） | J.C.STAFF                                |                                                                 |
| 古見さんは、コミュ症です。                | 2021年10月-12月（第1期）                                                   | OLM TEAM KOJIMA                          |                                                                 |
| 古見さんは、コミュ症です。                | 2022年4月-6月（第2期）                                                     | OLM TEAM KOJIMA                          |                                                                 |
| 名探偵コナン 警察学校編 Wild Police Story | 2021年12月-2023年3月                                                       | トムス・エンタテインメント               | 『名探偵コナン』のスピンオフ 『名探偵コナン』の枠にて不定期放送 |
| 名探偵コナン ゼロの日常                   | 2022年4月-5月                                                              | TMS/第1スタジオ                          | 『名探偵コナン』のスピンオフ                                    |
| よふかしのうた                            | 2022年7月-9月（第1期）                                                     | ライデンフィルム                         |                                                                 |
| ノケモノたちの夜                          | 2023年1月-3月                                                              | 葦プロダクション                         |                                                                 |
| 葬送のフリーレン                          | 2023年9月-2024年3月（第1期）                                               | マッドハウス                             |                                                                 |

| 作品         | 公開年 | アニメーション制作 | 備考 |
| ------------ | ------ | ------------------ | ---- |
| まことちゃん | 1980年 | 東京ムービー新社   |      |
| スプリガン   | 1998年 | STUDIO 4℃          |      |
| め組の大吾   | 1999年 | サンライズ         |      |

| 作品               | 発売年        | アニメーション制作 | 備考 |
| ------------------ | ------------- | ------------------ | ---- |
| ぶっちぎり         | 1989年-1991年 | 日本アニメーション |      |
| B・B               | 1990年-1991年 | マジックバス       |      |
| ヘヴィ             | 1990年        |                    |      |
| 究極超人あ〜る     | 1991年        | スタジオこあ       |      |
| 炎の転校生         | 1991年        | ガイナックス       |      |
| スローステップ     | 1991年        | パステル           |      |
| 星くずパラダイス   | 1991年        | オービー企画       |      |
| うっちゃれ五所瓦   | 1991年        |                    |      |
| うしおととら       | 1992年-1993年 | PASTEL             |      |
| おいら女蛮         | 1992年        | スタジオシグナル   |      |
| 今日から俺は!!     | 1993年-1996年 | スタジオぴえろ     |      |
| 青の6号（アニメ）  | 1998年-2000年 | GONZO              |      |
| ハヤテのごとく!    | 2009年        | J.C.STAFF          |      |
| 絶対可憐チルドレン | 2010年        | SynergySP          |      |
| かってに改蔵       | 2011年        | シャフト           |      |

| 作品       | 配信年 | アニメーション制作 | 備考            |
| ---------- | ------ | ------------------ | --------------- |
| スプリガン | 2022年 | david production   | Netflixにて配信 |

コミックス限定版や応募者全員サービスとしてのOVA化
※印が付く作品は2015年10月 - 12月に『アニサン劇場』の枠内でテレビ放送された。
| 作品                                    | 発売年        | アニメーション制作          | 備考                               |
| --------------------------------------- | ------------- | --------------------------- | ---------------------------------- |
| 青山剛昌短編集                          | 1999年        | 東京ムービー                |                                    |
| 名探偵コナン                            | 2000年-2012年 | 東京ムービー → TMS/V1Studio |                                    |
| ハヤテのごとく!                         | 2009年        | J.C.STAFF                   |                                    |
| MAJOR                                   | 2010年        |                             |                                    |
| 神のみぞ知るセカイ                      | 2011年-2012年 | マングローブ                | マジカル☆スター かのん100%：2013年 |
| 技の旅人                                | 2011年        |                             |                                    |
| 史上最強の弟子ケンイチ                  | 2012年-2014年 | ブレインズ・ベース          |                                    |
| 常住戦陣!!ムシブギョー                  | 2014年        |                             |                                    |
| マギ シンドバッドの冒険                 | 2014年-2015年 | Lay-duce                    |                                    |
| ノゾ×キミ                               | 2014年        | ZEXCS                       | ※                                  |
| 姉ログ 靄子姉さんの止まらないモノローグ | 2014年        | ブレインズ・ベース          | ※                                  |
| 今際の国のアリス                        | 2014年        | SILVER LINK. CONNECT        | ※                                  |
| ファンタジスタ ステラ                   | 2014年        | XEBEC                       | ※                                  |

#### タイアップ作品のアニメ化
いずれも「サンデー」ではアニメと並行して漫画版を連載
- スーパージェッター
- 冒険ガボテン島
- おらぁグズラだど
- ドカチン
- ゲッターロボ
- 機動警察パトレイバー
- 戦国コレクション - 「サンデー」では『小悪魔王伝 戦コレ!』のタイトルで連載。
- ささみさん@がんばらない - ガガガ文庫原作。途中から「サンデーS」へ移籍し完結。
- キャプテン・アース - アニメオリジナル作品を原作として連載。途中から「クラブサンデー」へ移籍し完結。

### ドラマ

#### 過去にドラマ化された作品
| 作品                       | 年                   | 制作                              | 備考 |
| -------------------------- | -------------------- | --------------------------------- | --- |
| 暗闇五段                   | 1965年               | NET 東映テレビプロ                | ドラマタイトル:くらやみ五段                                                                                  |
| アタック拳                 | 1966年               | NET 東映テレビプロ                | |
| 新諸国物語 笛吹童子        | 1972年               | 大映テレビ TBS                    | |
| じんじんの仁               | 1974年               |                                   | |
| 天下一大物伝               | 1976年               | 大映映画株式会社 東京12チャンネル | |
| おやこ刑事                 | 1979年               | 東宝                              | |
| さよなら三角               | 1983年               | フジテレビ                        | |
| なんか妖かい!?             | 1984年               | 国際放映                          | |
| タッチ                     | 1987年               | フジテレビ アズバーズ             | |
| め組の大吾                 | 2004年               | フジテレビ制作1部                 | ドラマタイトル:FIRE BOYS 〜め組の大吾〜                                                                      |
| H2（ドラマ）               | 2005年               | オフィスクレッシェンド TBS        | ドラマタイトル:H2〜君といた日々                                                                              |
| 名探偵コナン（ドラマ）     | 2006年（SP第1作）    | ytv                               | ドラマタイトル:名探偵コナン10周年ドラマスペシャル 「工藤新一への挑戦状～さよならまでの序章（プロローグ）～」 |
| 名探偵コナン（ドラマ）     | 2007年（SP第2作）    | ytv                               | ドラマタイトル:名探偵コナン 工藤新一の復活! 〜黒の組織との対決〜                                             |
| 名探偵コナン（ドラマ）     | 2011年（SP第3作）    | ytv                               | ドラマタイトル:名探偵コナン 工藤新一への挑戦状〜怪鳥伝説の謎〜                                               |
| 名探偵コナン（ドラマ）     | 2011年（連続ドラマ） | ytv                               | ドラマタイトル:名探偵コナン 工藤新一への挑戦状                                                               |
| 名探偵コナン（ドラマ）     | 2012年（SP第4作）    | ytv                               | ドラマタイトル:名探偵コナンドラマスペシャル 工藤新一 京都新撰組殺人事件                                      |
| ワイルドライフ             | 2008年               | アジア・コンテンツ・センター      | ドラマタイトル:ワイルドライフ〜国境なき獣医師団R.E.D.〜                                                      |
| 銭ゲバ                     | 2009年               | AXON                              | |
| 最上の命医                 | 2011年（第1作）      | テレビ東京 東宝                   | |
| 最上の命医                 | 2016年（第2作）      | テレビ東京 東宝                   | |
| 最上の命医                 | 2017年（第3作）      | テレビ東京 東宝                   | |
| 最上の命医                 | 2019年（第4作）      | テレビ東京 東宝                   | |
| ハヤテのごとく!            | 2011年               |                                   | 台湾ドラマ、現地語タイトル:旋風管家                                                                          |
| らんま1/2                  | 2011年               | 日テレアックスオン                | |
| 今日から俺は!!（ドラマ）   | 2018年               | AX-ON                             | |
| あおざくら 防衛大学校物語  | 2019年               | ダブ                              | |
| 今際の国のアリス           | 2020年               | ROBOT                             | |
| 古見さんは、コミュ症です。 | 2021年               | NHK                               | |
| お茶にごす。               | 2021年               | テレビ東京 デジタル・フロンティア | |
| 舞妓さんちのまかないさん   | 2023年               | STORY 株式会社 株式会社分福       | |
| レッドブルー               | 2024年 - 2025年      | C&Iエンタテインメント             | |

### 実写映画
- カムイ外伝
- 今日から俺は!!
- 銀の匙 Silver Spoon
- 高校さすらい派
- 銭ゲバ
- タッチ
- ダメおやじ
- どろろ
- ラフ
- 機動警察パトレイバー

### OV
- 巨乳ハンター

### 特撮関連
特撮ドラマ化されたものや、メディアミックスとして漫画化された作品群。
- 伊賀の影丸
- 仮面の忍者 赤影
- キャプテンウルトラ
- ジャイアントロボ
- 人造人間キカイダー
- サンダーマスク
- ウルトラマンタロウ
- イナズマン
- がんばれ!!ロボコン
- 秘密戦隊ゴレンジャー
- 仮面ライダーBlack

## 少年サンデーCM劇場
1995年から、連載作品の中でまだアニメ化されていない作品をテレビCM用にアニメ化して放送していた。これらはYOUTUBE公式プレイリストで、一部視聴することができる。そのため、このシリーズで製作されたことがある作品に関しては、独自のパイロット版を持たず、この作品がパイロット版と看做される作品となることが多い。一部テレビアニメ化はされていないが、テレビドラマ化されている作品も存在する。
アニメ化された作品の場合はテレビ放送が開始した時点で放送を終了しているが、『ハヤテのごとく!』ではアニメ開始後も放送をしばらく続けていた。また、『MAJOR』や『からくりサーカス』などのようにかなり遅れてアニメ化される作品も存在する。近年ではCM劇場の形をとらない形態でCMが放送される作品も増えている。

### サンデーCM劇場でアニメ化された作品
- 名探偵コナン
- MAJOR
- "LOVe"※
- H2
- じゃじゃ馬グルーミン★UP!※
- ガンバ!Fly high
- め組の大吾
- 犬夜叉
- DAN DOH!!
- からくりサーカス
- ARMS
- タキシード銀※
- デビデビ※
- 天使な小生意気
- モンキーターン
- DAN DOH!! Xi
- ファンタジスタ※
- 金色のガッシュ!!
- 焼きたて!!ジャぱん
- うえきの法則
- MÄR
- 史上最強の弟子ケンイチ
- ワイルドライフ※
- 結界師
- ハヤテのごとく!
- 絶対可憐チルドレン
- クロスゲーム
- 境界のRINNE
- 常住戦陣!!ムシブギョー
- 電波教師
- BE BLUES!〜青になれ〜
- 今際の国のアリス※
- 湯神くんには友達がいない※
- MAJOR 2nd
- トキワ来たれり!!※

※が付くのは、放送後にテレビアニメ化がされていない作品。近年はテレビアニメ化が決定している作品がCMに使われることがほとんどである。

## 海外提携誌
- 元気少年（台湾・青文出版集団）
- 龍漫少年星期天（中国・吉林美術出版社。編集は小学館の現地合弁法人「上海碧日咨詢事業有限公司」が担当）
- BOOKING（韓国・鶴山文化社）
- SHONEN STAR（インドネシア・ELEX MEDIA）
- Viz Mediaは、北米向けのタイトルのためにShonen Sundayのインプリントを開始しました。その第一弾として高橋留美子の『境界のRINNE』が2009年10月20日に発売されました。[55][56][57]

※ただし日本作品が全て掲載されているわけではない。

## 読者コーナー
「ジャンプ放送局」の『週刊少年ジャンプ』や「マガジン7」の『週刊少年マガジン』に対抗して、巻末に読者コーナーが設置された。当時の人気アイドルだったおニャン子クラブ出身の高井麻巳子、渡辺美奈代、吉沢秋絵などがいたが、特筆すべきは当時人気絶頂だったとんねるずが最初の読者コーナー「サンデーファン」を担当していたことである。
現在の読者ページは2001年春に始まった。週刊の少年誌の中で「サンデー青春学園」が初めて読者からのインターネットでの投稿を受け付けた。